# 天主教北安普敦教區
天主教北安普敦教區（拉丁語：Dioecesis Northantoniensis）是英國英格蘭一個羅馬天主教教區，管轄範圍包括北安普敦郡、貝德福德郡、白金漢郡和斯勞。教區屬威斯敏斯特總教區。
教區於2011年時有182,085名教友（佔轄區總人口8.8%）、70個堂區、109名司鐸、38名終身執事、31名修士和144名修女。現任主教為達味·雅各伯·奧克利，榮休主教為博德·良·麥卡蒂和伯多祿·道爾。
1840年設中英格蘭宗座代牧區；英格蘭於1850年9月29日恢復聖統制，宗座代牧區升為教區。